# Нагабедян, Ованес Акопович
Ованес Акопович Нагабедян (16 сентября 1996 года, Сочи, Краснодарский край) — российский спортсмен, выступающий в кикбоксинге и тайском боксе. Мастер спорта России по тайскому боксу. Призер чемпионатов и кубка России 2018, 2019, 2021. Победитель кубка России 2018.

## Профессиональная карьера
| Результат | Соперник             | Место                |
| --------- | -------------------- | -------------------- |
| Победа    | Энри Гелашвили       | Сочи, Россия         |
| Победа    | Вадим Гумеров        | Уфа, Россия          |
| Победа    | Дмитрий Жаворонков   | Москва, Россия       |
| Победа    | Liu Zhuo Hang        | Дунгуань, Китай      |
| Победа    | Zhang Kaiyin         | Мьянма, Янгон        |
| Победа    | Станислав Захарченко | Москва, Россия       |
| Победа    | Александр Шарашин    | Подольск, Россия     |
| Поражение | Эльмир Губадов       | Подольск, Россия     |
| Победа    | Алексей Балыко       | Сочи, Россия         |
| Победа    | Максад Мамедов       | Москва, Россия       |
| Поражение | Алексей Ульянов      | Шерегеш, Россия      |
| Победа    | Александр Михайлюк   | Екатеринбург, Россия |
| Победа    | Кантемир Шибзухов    | Сочи, Россия         |
| Поражение | ЕH Amarinphouthone   | Пномпень, Камбоджа   |

## Любительская карьера
- Чемпионат России IFMA[1]
- Кубок России IFMA 2018[2]
- Кубок России IFMA 2019[3]
- Чемпионат России IFMA 2021[4]